# Lago Puula
El lago Puula (en finés: Puulavesi) es un lago de Finlandia perteneciente a la cuenca del río Kymi. Administrativamente, pertenece a los municipios de Hirvensalmi, Kangasniemi y Mikkeli de la región de Savonia del Sur. El lago Puula está localizado a una altitud de 94,7 m s. n. m., tiene una superficie de 331 km² (11º del país) y 60 m de profundidad máxima, en un punto situado cerca de Porttisalmi, en Simpiänselkä, que es el mayor espacio abierto de la laguna. El lago tiene una línea de costa de 2350 km.
El lago tiene 1.434 islas, siendo las mayores Väisälänsaari (35 km²), Puukonsaari (8,5 km²), Viljakkalansaari (8,3 km²), Salonsaari (7,4 km²), Puulasalo y Pääskynsaari.
Debido a la baja densidad de población se encuentran muchas especies de aves en la región y hay abundancia de peces.
Los mayores asentamientos en las riberas del lago son Kangasniemi (6.256 hab.), Hirvensalmi (2.579 hab.) y Haukivuori.